# Henry Victor
Pour les articles homonymes, voir Victor.
Henry Victor est un acteur britannique né le 2 octobre 1892 à Londres au Royaume-Uni et mort le 15 mars 1945 à Hollywood en Californie.

## Filmographie
(novembre 2021).
- 1914 : The King's Romance (en) d'Ernest G. Batley
- 1916 : She (en) de Will Barker et Horace Lisle Lucoque : Leo Vincey
- 1916 : The Picture of Dorian Gray (en) de Fred W. Durrant : Dorian Gray
- 1917 : Ora Pro Nobis (en) de Rex Wilson (en) : Lord Osborne
- 1918 : The Secret Woman (en) d'A. E. Coleby (en) : Jesse Redvers
- 1919 : The Heart of a Rose (en) de Jack Denton (en) : Dick Darrell
- 1919 : The Call of the Sea (en) de H. Grenville-Taylor
- 1919 : A Lass o' the Looms (en) de Jack Denton (en) : Jack Brown
- 1919 : Cuidado con los ladrones de José Buchs
- 1920 : Calvary (en) d'Edwin J. Collins (en) : David Penryn
- 1920 : As God Made Her (en) de Maurits Binger et B. E. Doxat-Pratt (en) : Seward Pendyne
- 1920 : John Heriot's Wife (en) de Maurits Binger et B. E. Doxat-Pratt (en) : John Heriot
- 1920 : Beyond the Dreams of Avarice (en) de Thomas Bentley : Dr Lucien Calvert
- 1921 : The Old Wives' Tale : Gerald
- 1921 : Sheer Bluff : Maurice Hardacre
- 1922 : A Romance of Old Baghdad : Horne Jerningham
- 1922 : Diana of the Crossways : Hon. Percy Dacier
- 1922 : The Crimson Circle
- 1922 : A Bill of Divorcement de Denison Clift
- 1922 : Bentley's Conscience : Fletcer
- 1923 : The White Shadow : Louis Chadwick
- 1923 : Le Scandale (The Scandal) : Artenezzo
- 1923 : The Royal Oak : Charles I / Charles II
- 1923 : The Prodigal Son : Oscar Stephenson
- 1924 : Slaves of Destiny : Ralph Warriner
- 1924 : The Sins Ye Do : Ronald Hillier
- 1924 : The Love Story of Aliette Brunton : Ronald Cavendish
- 1924 : His Grace Gives Notice : George Berwick
- 1924 : Henry, King of Navarre : Duc de Guise
- 1924 : The Colleen Bawn : Hardress Cregan
- 1925 : A Romance of Mayfair : Jack Dinneford
- 1925 : The White Monkey : Wilfrid Desert
- 1925 : Braveheart : Sam Harris
- 1926 : Fourth Commandment : Gordon Graham
- 1926 : Mulhall's Greatest Catch : Otto Nelson
- 1926 : Crossed Signals : Jack McDermott
- 1927 : The Luck of the Navy
- 1927 : L'Étrange Aventure du vagabond poète (The Beloved Rogue) d'Alan Crosland : Thibault d'Aussigny
- 1927 : Topsy and Eva : St. Claire
- 1928 : Tommy Atkins : Victor
- 1928 : The Guns of Loos : John Grimlaw
- 1928 : After the Verdict : Mr. Sabine
- 1928 : L'Argent : Jacques Hamelin
- 1929 : Down Channel : Smiler
- 1929 : Diane
- 1929 : Hate Ship : Comte Boris Ivanoff
- 1930 : Song of Soho : Henry
- 1930 : Are You There? : Escroc International
- 1931 : One Heavenly Night : Almady, l'agent
- 1931 : Le Corsaire de l'Atlantique (Seas Beneath) : Baron Ernst von Steuben (Commandant du sous-marin)
- 1931 : Suicide Fleet (en) d'Albert S. Rogell : Capitaine Von Schlettow
- 1932 : La Monstrueuse Parade (Freaks) de Tod Browning : Hercules
- 1932 : World and the Flesh : Révolutionnaire
- 1933 : The Scotland Yard Mystery : Floyd
- 1933 : Luxury Liner : Baron von Luden
- 1934 : The Way of Youth : Sylvestre
- 1934 : Tiger Bay : Olaf
- 1934 : Murder at Monte Carlo : Major
- 1934 : I Spy : KPO
- 1935 : Handle with Care de Randall Faye : Comte Paul
- 1935 : Can You Hear Me, Mother? : le père
- 1936 : The Secret Voice : Brandt
- 1936 : Fame : Acteur
- 1937 : Our Fighting Navy : Lt. d'Enriquo
- 1937 : Holiday's End : Major Zwanenberg
- 1937 : Fine Feathers : Gibbons
- 1937 : The Great Barrier (en) de Milton Rosmer et Geoffrey Barkas (en) : Bulldog Kelly
- 1939 : Les Aveux d'un espion nazi (Confessions of a Nazi Spy) : Hans Wildebrandt
- 1939 : Hotel Imperial : Sultanov
- 1939 : Nurse Edith Cavell : Jaubec
- 1939 : Tonnerre sur l'Atlantique (Thunder Afloat) de George B. Seitz : Officier de sous-marin
- 1939 : Agent double (Espionage Agent) : Fonctionnaire étranger
- 1939 : Pack Up Your Troubles de H. Bruce Humberstone : Col. Schlager
- 1939 : Nick Carter, Master Detective : J. Lester Hammil
- 1940 : Zanzibar (en) d'Harold D. Schuster :Mate Simpson
- 1940 : Enemy Agent (en) de Lew Landers : Karl
- 1940 : Conquest of the Air : Otto Lilienthal
- 1940 : La Tempête qui tue (The Mortal Storm), de Frank Borzage : Officier de la Gestapo
- 1940 : Mystery Sea Raider d'Edward Dmytryk : Cmdr. Bulow
- 1940 : La Maison des sept péchés (Seven Sinners) : Officier de la police hollandaise
- 1940 : Escape : Officier de la Gestapo au nez crochu
- 1940 : Charter Pilot : Faber
- 1941 : The Mad Doctor
- 1941 : Le Roi des zombies (King of the Zombies) : Dr Mikhail Sangre
- 1941 : Underground : Agent de la Gestapo
- 1941 : Dangerously They Live : Horst, capitaine du sous-marin
- 1942 : Blue, White and Perfect : Rudolf Hagerman
- 1942 : Échec à la Gestapo (All Through the Night) de Vincent Sherman : Réceptionniste
- 1942 : To Be or Not to Be : Capt. Schultz
- 1942 : The Wife Takes a Flyer (it) de Richard Wallace : Col. Bosch
- 1942 : Diviser pour régner (Divide and Conquer) : Un officier allemand
- 1942 : Sabotage à Berlin (Desperate Journey) : Heinrich Schwarzmueller
- 1942 : Lune de miel mouvementée (Once Upon a Honeymoon) : Soldat allemand
- 1942 : Underground Agent : Johann Schrode
- 1943 : Don Winslow of the Coast Guard : Heilrich
- 1943 : Sherlock Holmes et l'Arme secrète (Sherlock Holmes and the Secret Weapon) : Professeur Frederick Hoffner
- 1943 : They Got Me Covered : Staeger
- 1943 : Mission à Moscou (Mission to Moscow): Herr Schufeldt - Officiel de Hambourg Official
- 1943 : Nazty Nuisance : von Popoff
- 1943 : Un espion a disparu (Above Suspicion) : Officier allemand
- 1945 : Betrayal from the East de William Berke : Brunzman, un voyou nazi à Panama
- 1945 : Scandale à la cour (A Royal Scandal) : Général russe